# Ute Kellner
Ute Kellner (*  1969 in Gera, heute Ute Stanggassinger) ist eine ehemalige deutsche Volleyballspielerin.
Ute Kellner war 75-fache DDR-Nationalspielerin und wurde 1986 bei der Weltmeisterschaft in Prag Vierte. Sie begann mit dem Volleyball in Gera und spielte später für den SC Dynamo Berlin, mit dem sie mehrfach DDR-Meister wurde. Nach der Wende spielte Kellner beim Bundesligisten CJD Berlin, mit dem sie 1992 den DVV-Pokal gewann. Danach wechselte die Zuspielerin zum Ligakonkurrenten Bayern Lohhof.